# Waldbahn Loiga
| Waldbahn Loiga | Waldbahn Loiga      |
| -------------- | ------------------- |
| Waldbahn Loiga |                     |
| Waldbahn Loiga |                     |
| Streckenlänge: | 200 km              |
| Spurweite:     | 750 mm (Schmalspur) |
|                |                     |

Die Waldbahn Loiga (russisch Лойгинская узкоколейная железная дорога, transkr. Loigiskaja uskokoleinaja schelesnaja doroga, transl. Lojgiskaâ uzkokolejnaâ železnaâ doroga) mit einer Spurweite von 750 Millimeter liegt in den Oblasten Archangelsk und Wologda in Russland. 

## Geschichte
Die Waldeisenbahn wurde 1947 in Betrieb genommen. Sie ist noch ganzjährig in Betrieb. Das Streckennetz war zwischenzeitlich mehr als 308 Kilometer lang, heute werden davon noch 200 Kilometer benutzt. Die Bahn wird vom Betreiber JSC Wologodskije lesopromyschlenniki ab Loiga zum Transport von gefällten Bäumen und von Waldarbeitern eingesetzt. 2014 wurde eine Brücke über den Fluss Porscha (Порша) gebaut.

## Fahrzeuge

### Lokomotiven
- ТУ6П – Nr. 0002
- ТУ6Д – Nr. 0214
- ТУ6A – Nr. 2541, 2621, 2992, 3767, 3897
- ТУ7A – Nr. 1361, 1497, 3229, 3151
- ТУ8 – Nr. 0071, 0060, 0408, 0541

### Güter- und Personenwagen
Es gibt mehrere Langholzwagen, offene und geschlossene Güterwagen, Tankwagen, Schüttgutwagen für den Schottertransport beim Gleisbau sowie mindestens einen Schneepflug und Schienendrehkräne des Typs LT-110 (№ 031) und DM-20 «Fiskars». Außer Personenwagen gibt es auch einfache Speise- oder Aufenthaltswagen.

## Galerie

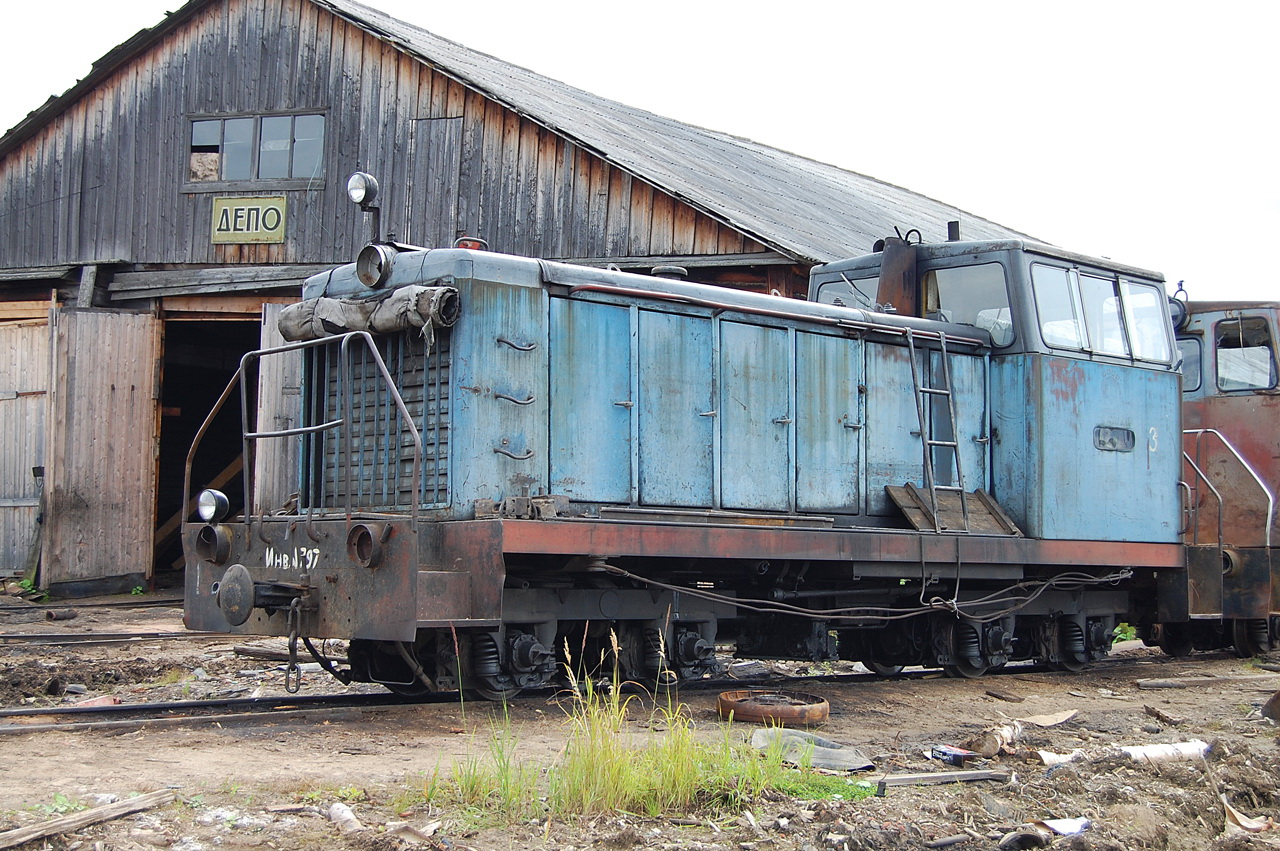
ТУ7-Lok Nr. 1361
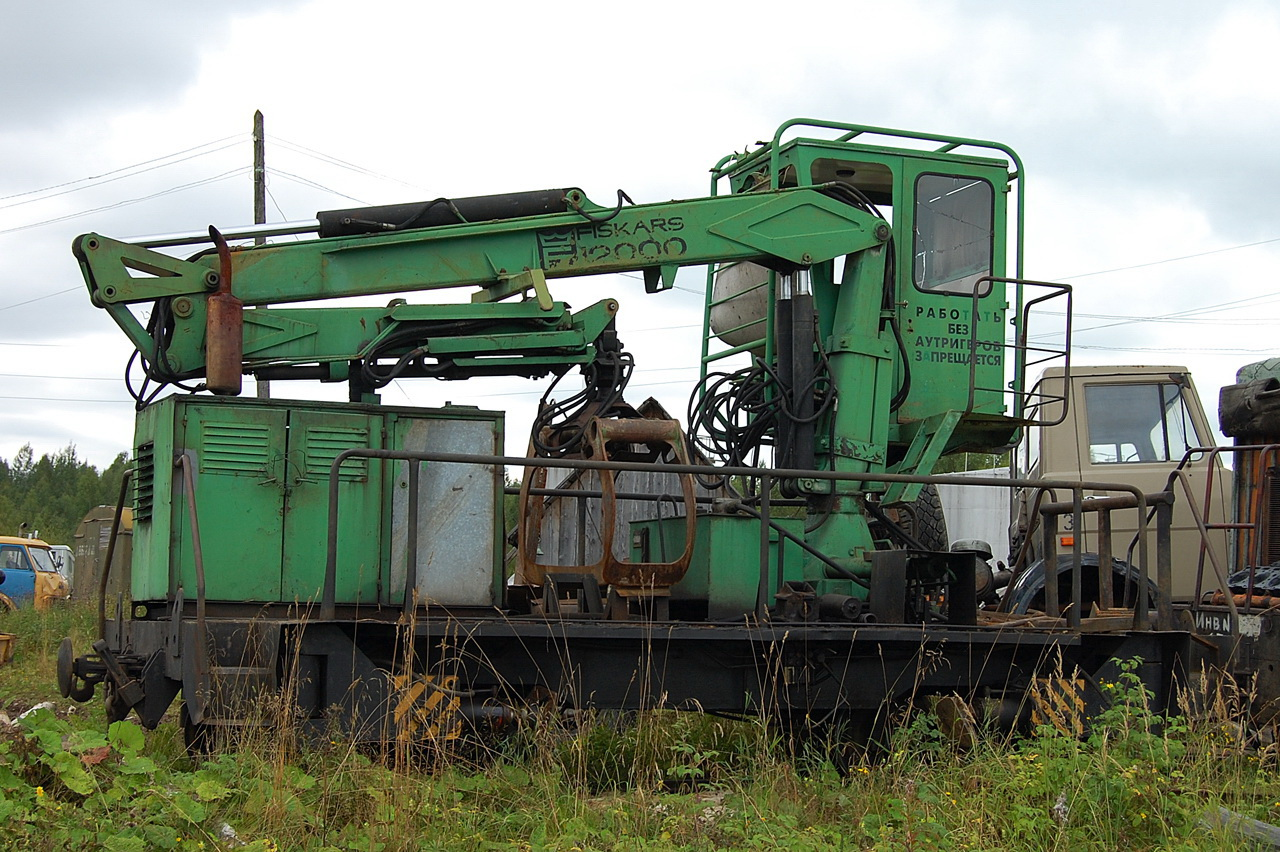
Fiskars-Kran DM-20
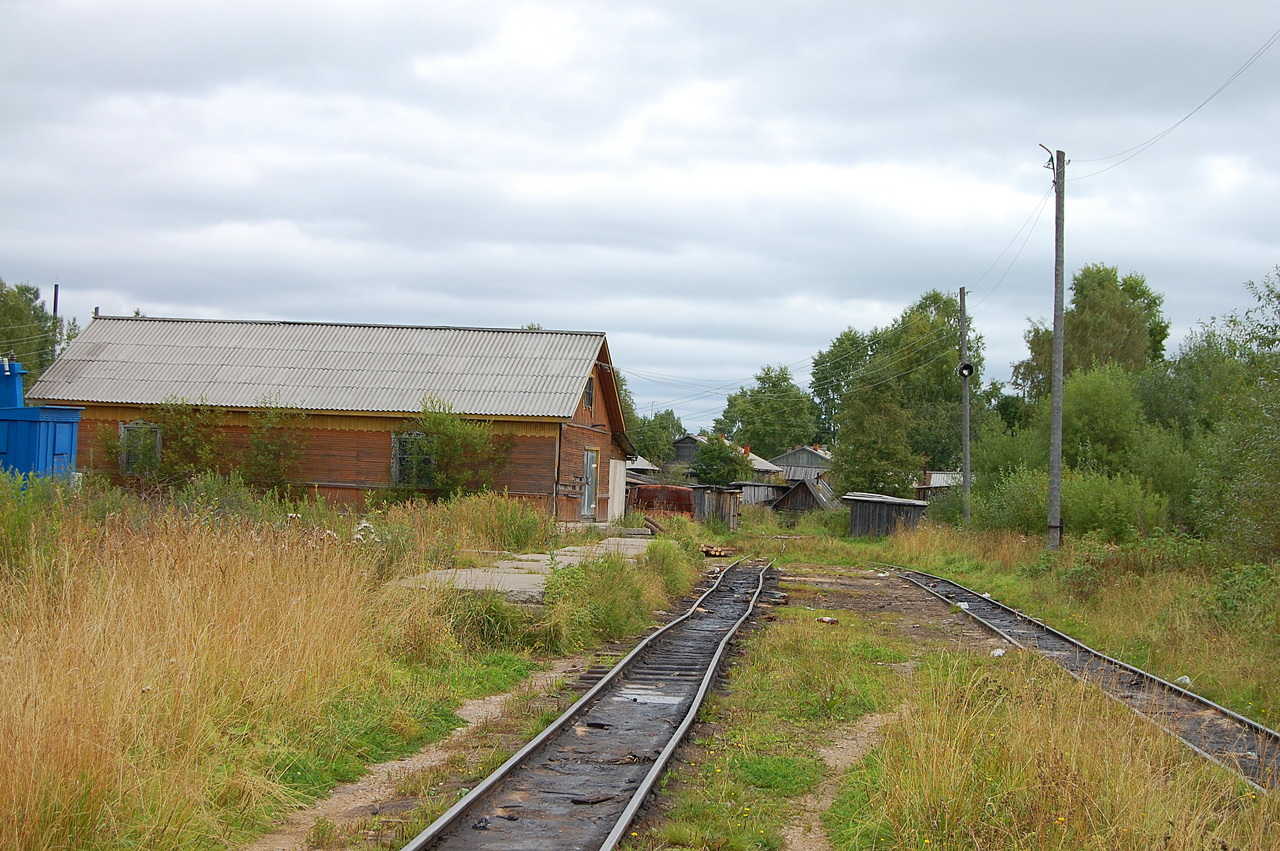
Personenbahnhof Loiga
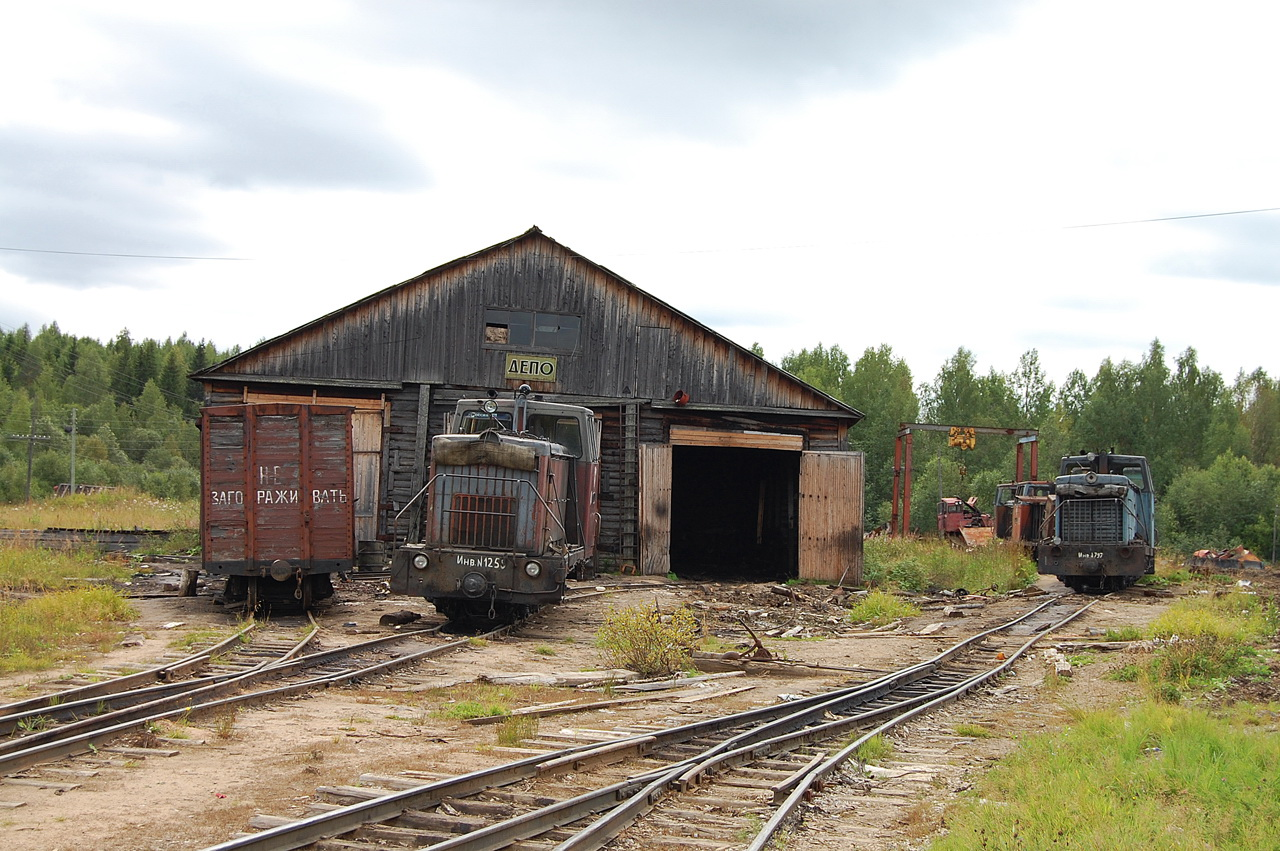
Altes Bahnbetriebswerk
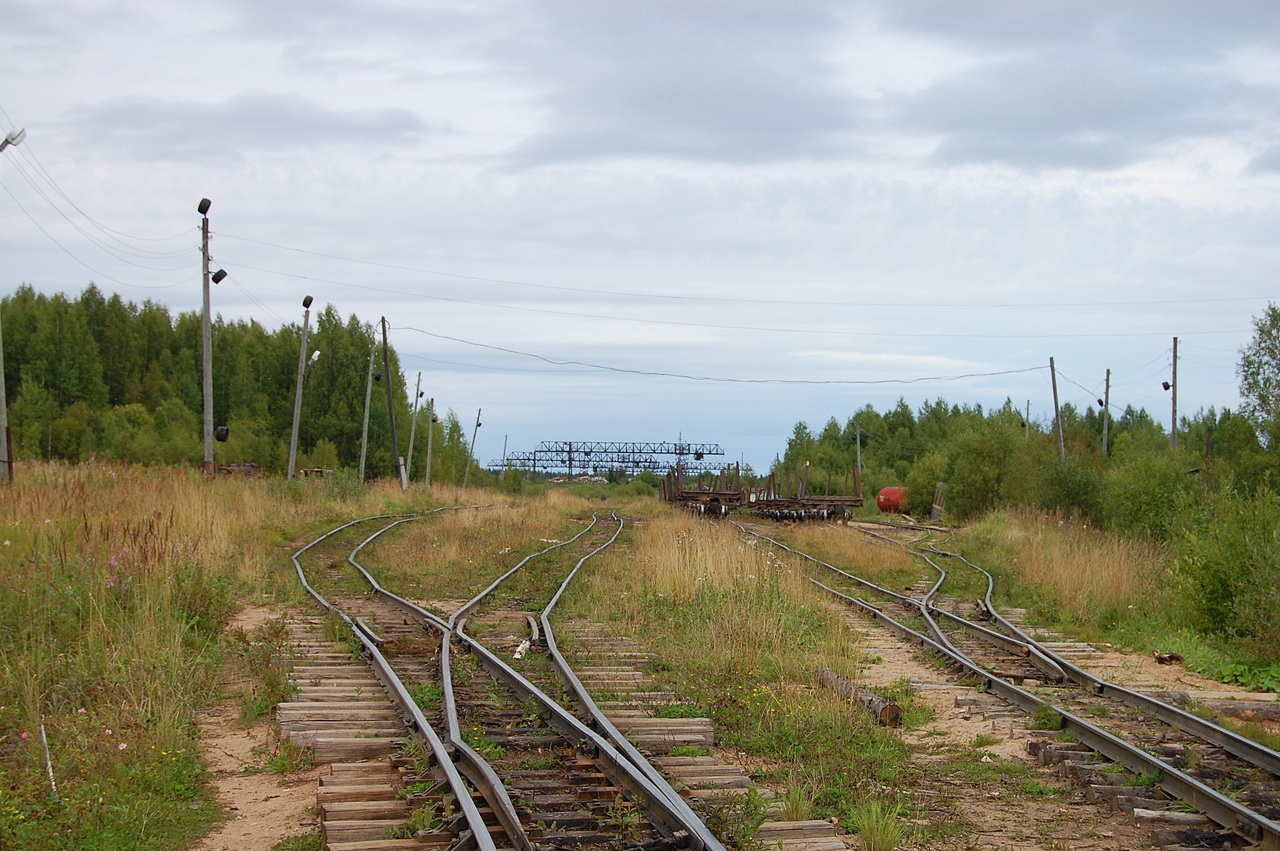
Güterbahnhof Loiga
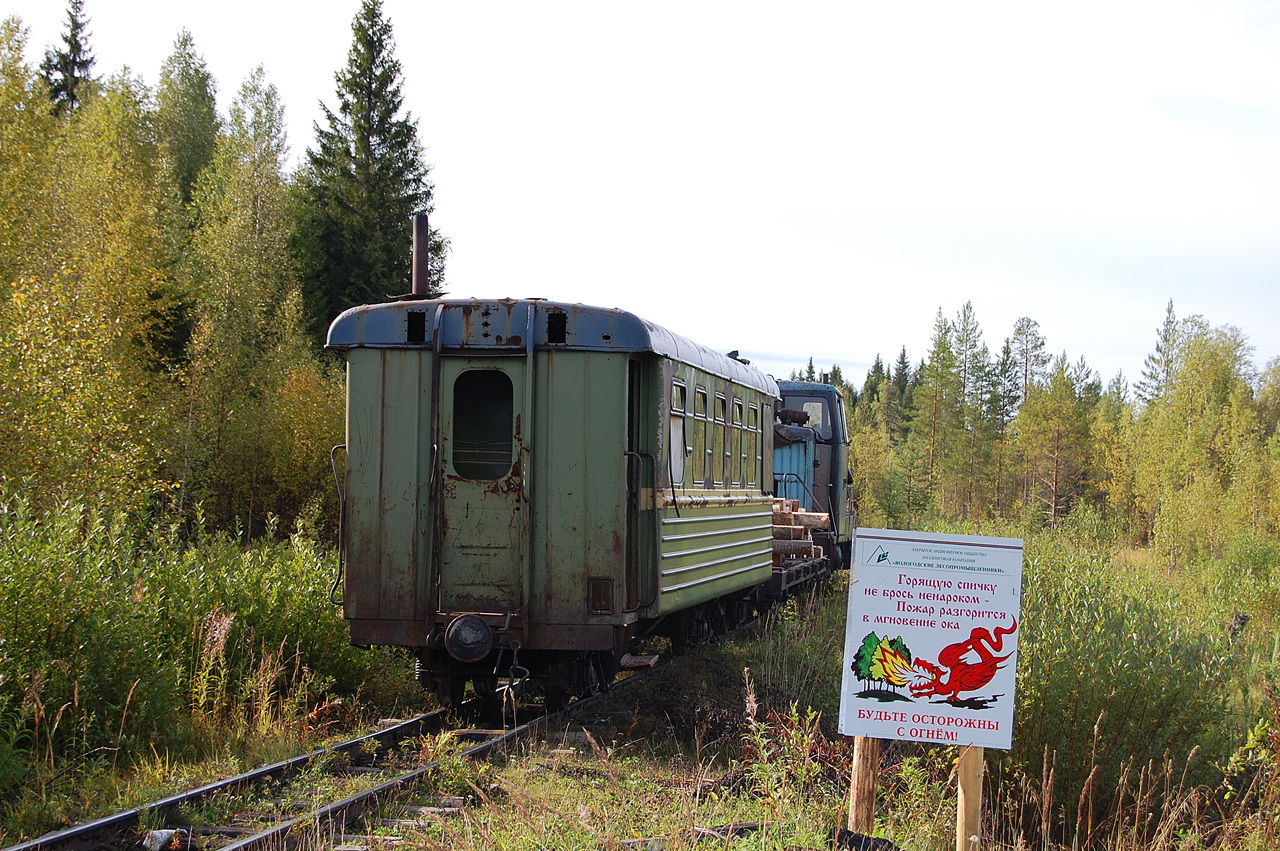
Waldarbeiterzug
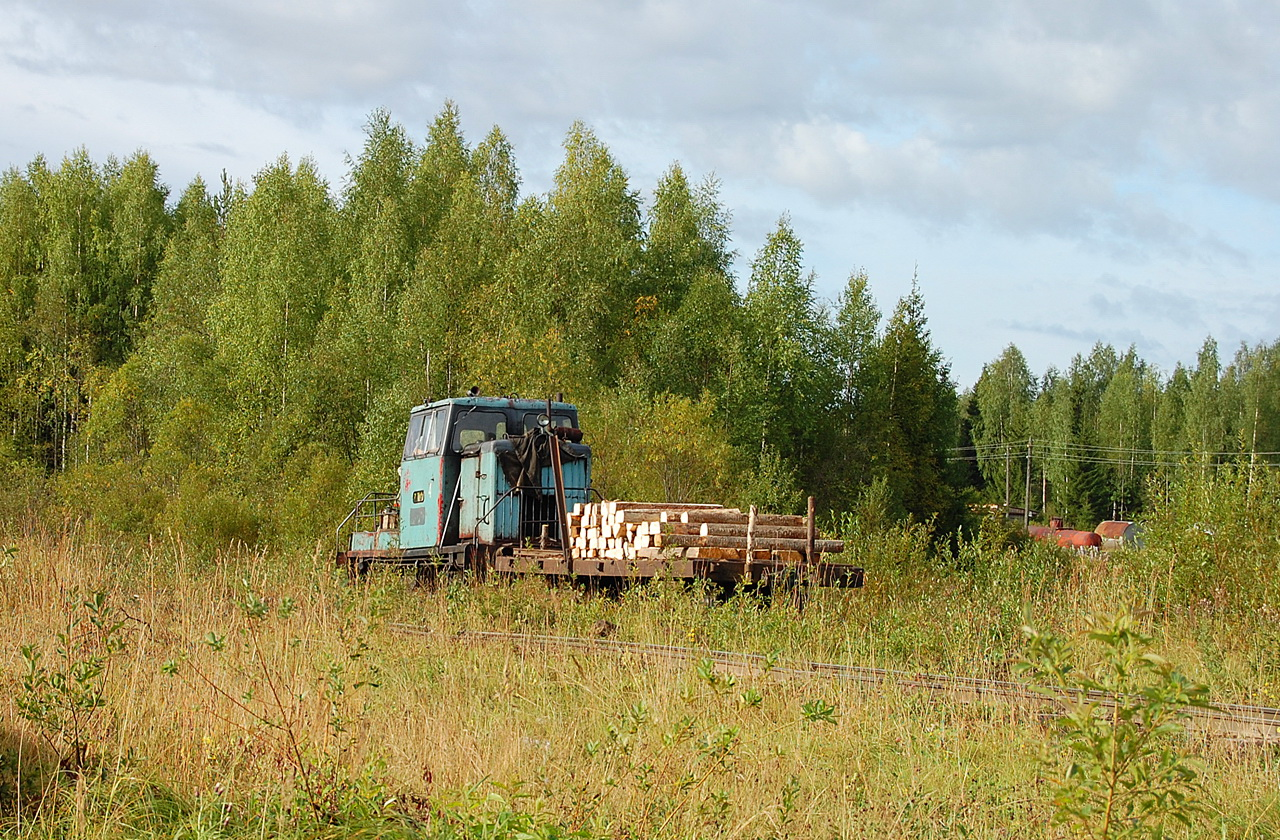
ТУ6Д-Lok Nr. 0214
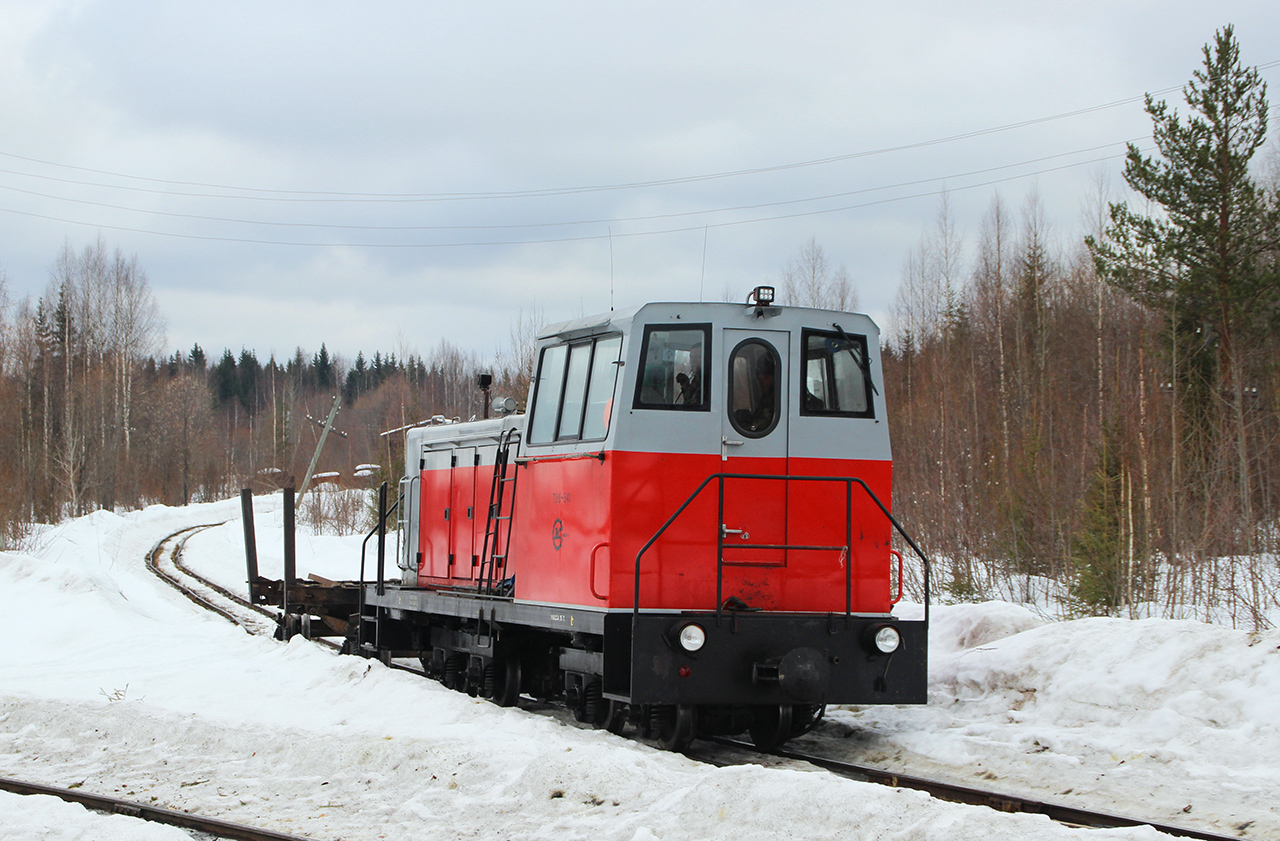
ТУ8-0541
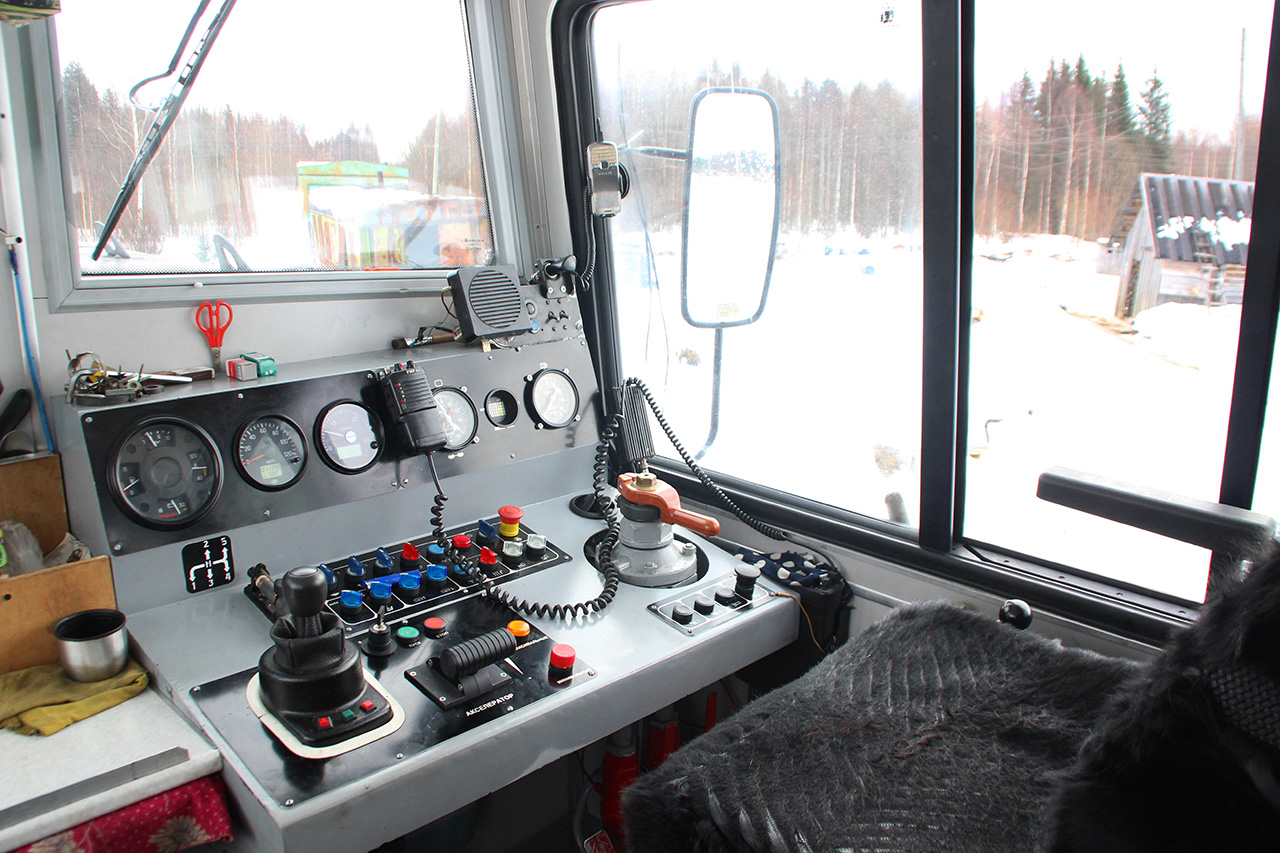
Führerstand der ТУ8-0541
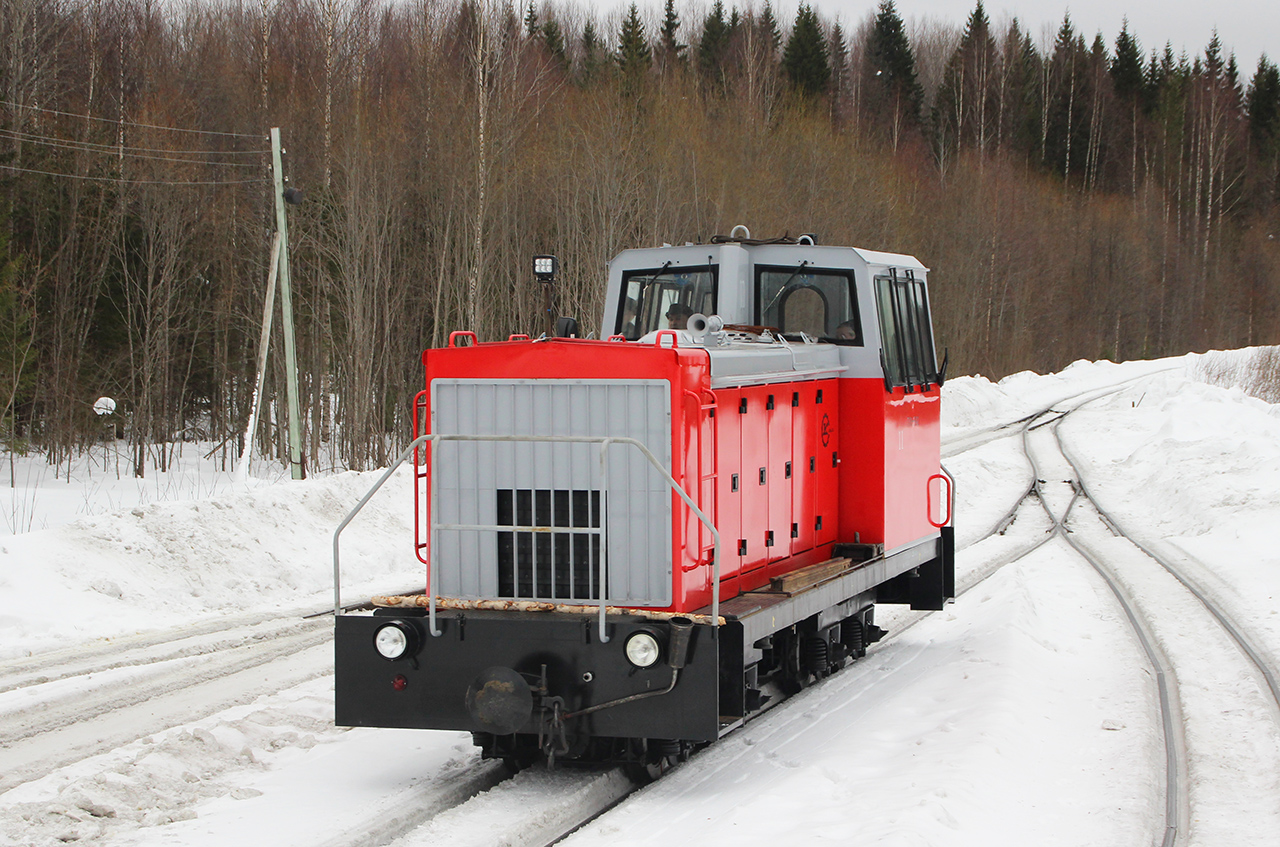
ТУ8-0542
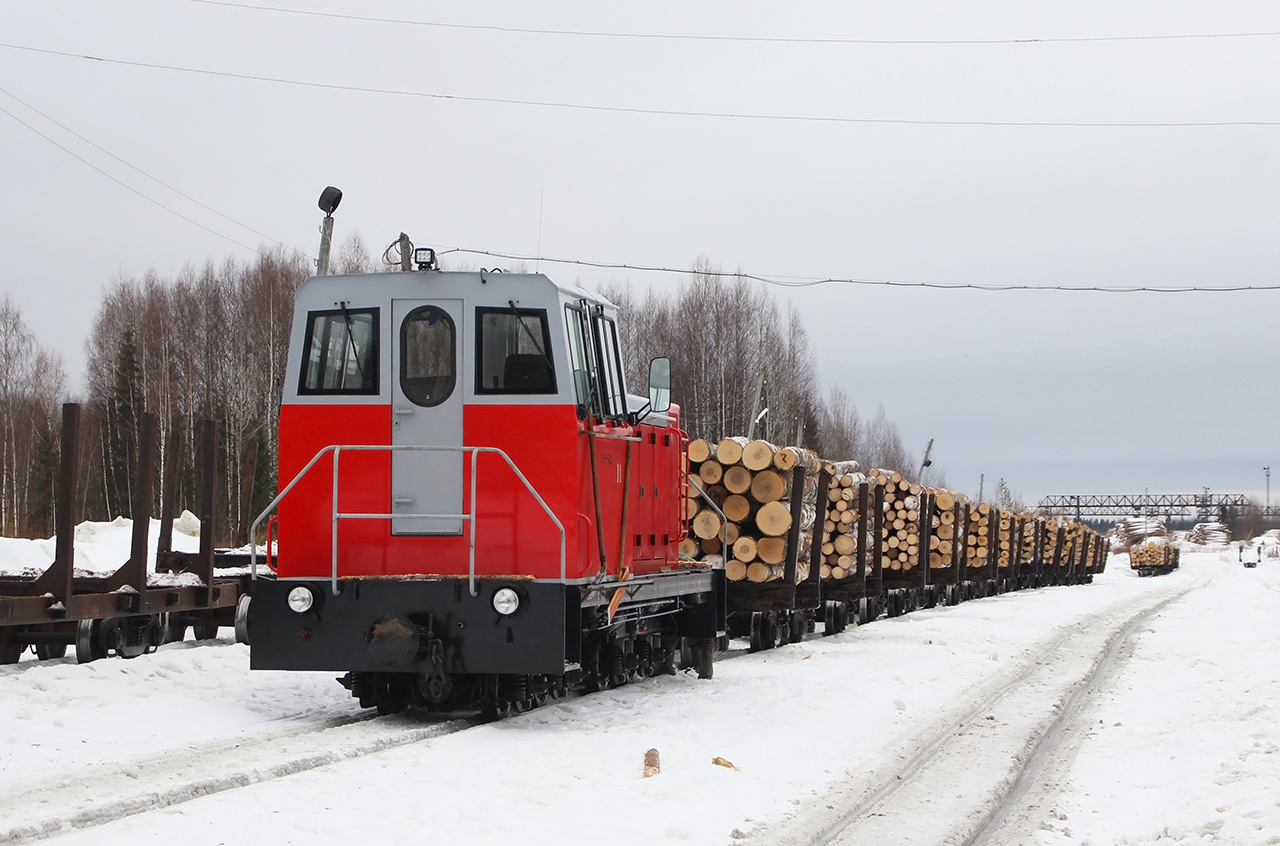
ТУ8-0542